# 威爾布里厄姆 (麻薩諸塞州)
威爾布里厄姆（英語：Wilbraham）是一個位於美國麻薩諸塞州漢登縣的鎮。

## 人口
根據2020年美國人口普查的數據，威爾布里厄姆的面積為58.10平方千米，當中陸地面積為57.60平方千米，而水域面積為0.50平方千米。當地共有人口14613人，而人口密度為每平方千米252人。